# Giải quần vợt Wimbledon 2022 - Đôi nữ xe lăn
Yui Kamiji và Jordanne Whiley là đương kim vô địch, nhưng Whiley giải nghệ quần vợt xe lăn vào tháng 11 năm 2021. Kamiji đánh cặp với Dana Mathewson và bảo vệ thành công danh hiệu, đánh bại Diede de Groot và Aniek van Koot trong trận chung kết, 6–1, 7–5.

## Hạt giống
1. Diede de Groot /  Aniek van Koot (Chung kết)
2. Kgothatso Montjane /  Lucy Shuker (Bán kết)

## Kết quả

### Từ viết tắt
| - Q = Vòng loại - WC = Đặc cách - LL = Thua cuộc may mắn - Alt = Thay thế - SE = Miễn đặc biệt | - PR = Bảo toàn thứ hạng - w/o = Thắng nhờ đối thủ rút lui trước trận đấu - r = Bỏ cuộc giữa trận đấu - d = Bị xử thua - SR = Xếp hạng đặc biệt |

### Chung kết
|  | Bán kết | Bán kết                        | Bán kết | Bán kết                   | Bán kết |                               |   | Chung kết | Chung kết | Chung kết | Chung kết | Chung kết |  |
|  |         |                                |         |                           |         |                               |   |           |           |           |           |           |  |
|  | 1       | Diede de Groot Aniek van Koot  | 7       | 7                         |         |                               |   |           |           |           |           |           |  |
|  | 1       | Diede de Groot Aniek van Koot  | 7       | 7                         |         |                               |   |           |           |           |           |           |  |
|  |         | Jiske Griffioen Momoko Ohtani  | 5       | 5                         |         |                               |   |           |           |           |           |           |  |
|  |         | Jiske Griffioen Momoko Ohtani  | 5       | 5                         | 1       | Diede de Groot Aniek van Koot | 1 | 5         |           |           |           |           |  |
|  |         |                                |         |                           |         | Diede de Groot Aniek van Koot | 1 | 5         |           |           |           |           |  |
|  |         |                                |         | Yui Kamiji Dana Mathewson | 6       | 7                             |   |           |           |           |           |           |  |
|  |         | Yui Kamiji Dana Mathewson      | 6       | Yui Kamiji Dana Mathewson | 6       | 7                             | 6 |           |           |           |           |           |  |
|  |         |                                |         |                           |         |                               |   |           |           |           |           |           |  |
|  | 2       | Kgothatso Montjane Lucy Shuker | 4       | 2                         |         |                               |   |           |           |           |           |           |  |